# Hepatostolonophora
Hepatostolonophora là một chi rêu trong họ Geocalycaceae.